# Psychoanalytisches Kinderheim-Laboratorium in Moskau

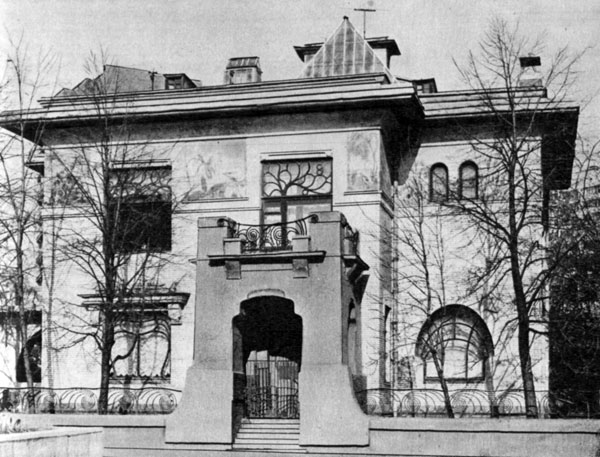
Moskauer Villa Rjabuschinski (Aufnahme aus dem Jahr 1900)

Das Kinderheim-Laboratorium „Internationale Solidarität“ (russisch Детский дом-лаборатория «Международная солидарность» Detski dom-laboratorija Meschdunarodnaja solidarnost) war eine wissenschaftlich-pädagogische Institution mit einem psychoanalytischen Erziehungsansatz in Sowjetrussland, die in Moskau in der Zeit von 1921 bis 1925 bestand. An ihrer Spitze stand Iwan Ermakow (1875–1942), der Leiter der psychoanalytischen Bewegung in Russland.
Zunächst wurden 30 Kinder zwischen ein und fünf Jahren aus verschiedenen sozialen Schichten aufgenommen, offiziell war es dem Moskauer Psychoneurologischen Institut angeschlossen. Die Gelder kamen vom Volkskommissariat für Aufklärung.
Das Kinderheim-Laboratorium fiel in eine „Blütezeit der Psychoanalyse […], die von der sowjetischen Regierung nicht nur toleriert, sondern sogar gefördert wurde“, dann allerdings „ihr schnelles Ende durch den Stalinismus fand“. Auch Stalins Sohn Wassili soll in diesem Kinderheim erzogen worden sein.
Im deutschen Sprachraum ist es überwiegend durch seine Leiterin Wera Schmidt (1889–1937) bekannt geworden, die ihren Erfahrungsbericht 1924 in ihrer kleinen Schrift Psychoanalytische Erziehung in Sowjetrussland veröffentlichte.

## Zitat
„Ziel der Erziehung im Kinderheim-Laboratorium war eine Sublimierung ohne Zwang. Die Kinder durften ihre sexuelle Neugierde befriedigen, Bestrafung und Verbote waren verpönt. Kulturell und sozial höherstehende Bedürfnisse sollten sich durch die positive Bindung des Kindes an eine einfühlsame Bezugsperson und den korrigierenden Einfluss des Kinderkollektivs entwickeln. Dieses Erziehungskonzept Vera Schmidts wurde weit über die Sowjetunion hinaus bekannt, es inspirierte noch die antiautoritäre Kinderladenbewegung nach 1968 in Deutschland.“